# Богуславский, Марк Моисеевич
Марк Моисе́евич Богусла́вский (при рождении Магидсон; 8 июня 1924 года, Москва, РСФСР, СССР — 6 марта 2017 года, Москва, Российская Федерация) — советский и российский учёный-правовед, специалист в сфере международного частного права, доктор юридических наук (1964), профессор, заслуженный деятель науки Российской Федерации (2006).

## Биография
Родился 8 июня 1924 года в Москве в еврейской семье.
Отец — Моисей Яковлевич Магидсон родился в 1899 году в селе Свирель Климовического уезда Могилёвской губернии, окончил юридический факультет Гейдельбергского университета. Работал юрисконсультом в Главгидроэнергострое, был расстрелян 4 июня 1939 года по обвинению в участии в контрреволюционной деятельности (реабилитирован 15 декабря 1955 года).
Мать — Генриетта Абрамовна Богуславская, родилась на Украине, окончила юридический факультет Киевского университета, с 1918 года жила в Москве, работала адвокатом, была близкой подругой известной русской актрисы Цецилии Мансуровой.
В 1947 году окончил юридический факультет Института внешней торговли. В 1951 году защитил кандидатскую диссертацию на соискание ученой степени кандидата юридических наук «Иммунитет государства» в Институте государства и права АН СССР (научный руководитель Иван Сергеевич Перетерский).
С 1956 года — сотрудник Института государства и права АН СССР, в 1964 году защитил диссертацию на соискание ученой степени доктора юридических наук на тему «Патентные вопросы в международных отношениях».
С 1994 по 1997 год — директор Института права стран Восточной Европы в Кильском университете (Германия).
За свою научную карьеру опубликовал более 450 работ, изданных на 19 языках, внёс значительный вклад в разработку статей Гражданского кодекса РФ, связанных с международным частном правом.